# Adèle Bréau
Adèle Bréau, född 1978, är en fransk författare, journalist och bloggare. Hon är tidigare chefredaktör för franska Elle och har publicerat flera romaner i feelgoodgenren, varav en är översatt till svenska. 

## Biografi
Bréau växte upp som barnbarn till den franska journalisten Menie Grégoire.
Hon har studerat litteratur vid Sorbonne. Från januari 2004 fungerade hon som chefredaktör för webbtidningen Terrafemina. Hon har också arbetat som chefredaktör för franska Elle. Hon bidrar regelbundet med texter till tidningar som Gala, Aufeminin och Marie Claire.

## Författarskap
Författaren skriver i en lättsam och humoristisk stil, trots att hon ibland berör svåra teman. Böckerna räknas oftast till feelgoodgenren.
En trilogi som behandlar familjeliv och föräldraskap med humor och inlevelse inledde författarskapet. 2019 års L'Odeur de la colle en pot tar upp Bréaus egen ungdomstid, ett 1990-tal där hon och hennes väninnor "kunde tillbringa en hel eftermiddag med att lyssna på Mylène Farmer, en tid före Internet, mobila enheter och sociala medier som splittrar ens uppmärksamhet åt tusen olika håll," som hon säger.
I Frangines (svensk översättning: Systrar) träffas tre systrar i familjens sommarhus, där det utspelades en tragedi föregående år då systrarnas far bröt upp från ett långvarigt äktenskap. Både nutida familjehemligheter och de från tidigare generationer avslöjas.
I L'Heures des femmes porträtteras i romanform författarens mormor Menie Grégoire, som 1967 rekryterades till radiokanalen RTL i syfte att engagera den kvinnliga lyssnarpubliken. Hon fick ett dramatiskt gensvar från kvinnor i olika livssituationer. Adèle Bréau tilldelades 2023 Prix Maison de la presse för romanen.